# آنتونی اشلی کوپر (کنت شفتزبری اول)
آنتونی اشلی کوپر (کنت شفتزبری اول) (Anthony Ashley Cooper) (۲۲ ژوئیه ۱۶۲۱ ۲۱ ژانویه ۱۶۸۳) (معروف به: لُرد اشلی اول) فیلسوف، نویسنده و سیاستمدار برجسته انگلیسی، رئیس حزب توری (محافظه‌کار) در دوران سلطنت بین‌الملل و سلطنت شاه چارلز دوم بود. او که بنیانگذار حزب ویگ بود، حامی جان لاک نیز بود. او مدتی رهبری جنبش بهبود شرایط کارخانه‌ها را در مجلس عوام به‌دست گرفت. او با وجود مساعی اصلاحی‌اش، به نادیده‌گرفتن حقوق کارگرانِ املاک خودش متهم بود.

در سال ۱۶۶۶ میلادی، لرد آنتونی اشلی کوپر (کنت شفتزبری اول) دچار بیماری عفونت کبد شد و جان لاک که برای معالجه ی او به آکسفورد آمده بود را ملاقات، و این ملاقات منجر به دوستی این دو شد. کوپر که تحت تأثیر توانایی‌های لاک قرار گرفته بود او را متقاعد ساخت که به جمع اطرافیان او بپیوندد.

رود اشلی و رود کوپر در چارلستون به افتخار وی نامگذاری شده‌اند.

## مرگ
در سال ۱۶۸۱، در طی واکنش محافظه‌کاران به دنبال شکست لایحه حذف، شفتسبری به جرم خیانت بزرگ دستگیر شد، چند ماه بعد تعقیب قضایی متوقف شد. در سال ۱۶۸۲، پس از اینکه محافظه‌کاران توانایی جمع کردن هیئت‌های منصفه لندن را با حامیان خود به دست آوردند، شفتسبری، از ترس دستگیری مجدد و محاکمه، به خارج از کشور فرار کرد، به آمستردام رسید، بیمار شد و در مدت کوتاهی در ژانویه ۱۶۸۳ درگذشت.